# Książęta opolscy
Książęta opolscy

## Księstwo opolskie
| Daty panowania | Władca             | Pokrewieństwo                 | Uwagi |
| -------------- | ------------------ | ----------------------------- | --- |
| 1280/81–1313   | Bolko I            | syn Władysława opolskiego     | - od 1277 – koregent w księstwie opolsko-raciborskim, - od 1281/82 – z bratem Kazimierzem w wyniku podziału w Opolu i Bytomiu, - od 1284 – samodzielny książę opolski, w Niemodlinie i Strzelcach, - od 1291 – lennik króla Czech Wacława II, - od 1306 – także książę wieluński |
| 1313–1356      | Bolko II           | synowie Bolka I               | - 1313–1323 – razem z bratem Albertem w Opolu i Strzelcach, - od 1323 – samodzielnie w Opolu, - od 1327 dziedziczny lennik Czech |
| 1313–1323      | Albert strzelecki  | synowie Bolka I               | - razem z bratem Bolkiem II - od 1323 książę strzelecki (zobacz niżej) |
| 1356–1401      | Władysław Opolczyk | synowie Bolka II              | - do 1370 formalne współrządy z braćmi - 1368–1372 w Kluczborku, - 1370–1392 w ziemi wieluńskiej i Częstochowie - od 1370 (dożywotnio) w Bolesławcu, - 1375–1396 w Pszczynie, - 1385–1392 w Karniowie, 1378–1392, - książę dobrzyński i kujawski (jako lennik Polski) - od 1382 w Głogówku, - 1382–1385 regent w Strzelcach i Niemodlinie, - od 1396 w księstwie opolskim tylko formalnie) |
| 1356–1370      | Bolko III          | synowie Bolka II              | - współrządy z braćmi do 1370 - od 1370 samodzielny książę w Strzelcach (zobacz niżej) |
| 1356–1365      | Henryk             | synowie Bolka II              | współrządy z braćmi, tylko formalnie |
| 1396–1421      | Jan Kropidło       | synowie Bolka III             | władał tylko formalnie (w rzeczywistości poświęcił się karierze duchownej) - 1382–1396 książę strzelecki - od 1396 książę opolski, - 1382–1384 biskup poznański, - 1384–1389 biskup włocławski, - 1389–1394 nominat (urzędu nie objął) na arcybiskupstwo gnieźnieńskie, - 1394–1398 biskup kamieński, 1398–1402 biskup chełmiński, - od 1402 ponownie biskup włocławski)                   |
| 1396–1400      | Bernard            | synowie Bolka III             | - 1396–1400 w Opolu z braćmi - od 1400 w wyniku podziału w Niemodlinie i Strzelcach (zobacz niżej) |
| 1396–1437      | Bolko IV           | synowie Bolka III             | - 1382–1400 razem z braćmi w Strzelcach i Niemodlinie (patrz niżej) - od 1396 z braćmi w Opolu (bez Olesna 1396–1397 do Polski, 1397–1401 do Cieszyna), - od 1400 w wyniku podziału książę opolski |
| 1401–1420      | Eufemia mazowiecka | żona Władysława Opolczyka     | oprawa wdowia na Głogówku |
| 1422–1424      | Bolko V Husyta     | synowie Bolka IV              | - 1422–1424 koregent w księstwie opolskim, - od 1424 w Głogówku i Prudniku jako samodzielny książę, - od 1437 w Sośniowicach, - od 1450 w Niemodlinie i Strzelcach (zobacz niżej) - od 1455 w Oleśnie) |
| 1437–1439      | Jan I              | synowie Bolka IV              | razem z bratem Mikołajem I |
| 1437–1476      | Mikołaj I          | synowie Bolka IV              | - do 1439 z bratem Janem I w Opolu, od 1439 samodzielnie, - od 1450 w Brzegu (zastaw), - od 1450 w Kluczborku, - od 1460 w Niemodlinie, Strzelcach i Oleśnie) |
| 1476           | Ludwik             | synowie Mikołaja I opolskiego | Od 1466 współuczestniczył w rządach ojca. |
| 1476–1532      | Jan II Dobry       | synowie Mikołaja I opolskiego | - w wyniku podziału Opole i Strzelce, - w Brzegu do 1481, - od 1494 Gliwice, od 1495 Toszek, - od 1497 Niemodlin, od 1498 Bytom, - od 1509 Koźle, - od 1521 Racibórz |
| 1476–1497      | Mikołaj II         | synowie Mikołaja I opolskiego | tylko Niemodlin |

Od 1532 – jako książęta opolsko-raciborscy

## Księstwoniemodlińskie
| Daty panowania  | Władca                 | Pokrewieństwo                     | Uwagi |
| --------------- | ---------------------- | --------------------------------- | --- |
| 1313–1362/65    | Bolesław I Pierworodny | syn Bolka I                       | - w latach 1313–1326 książę wieluński, - od 1327 dziedziczny lennik Czech, - od 1336 książę także na Prudniku                                                   |
| 1362/65–1367/68 | Bolesław II            | synowie Bolesława I Pierworodnego | - współrządy z braćmi w Niemodlinie - od 1367 także w Prudniku                                                                                                  |
| 1362/65–1369    | Wacław                 | synowie Bolesława I Pierworodnego | - współrządy z braćmi w Niemodlinie - od 1364 dodatkowo samodzielny książę gliwicki (po jego śmierci w 1369 Gliwice do książąt oleśnickich, potem cieszyńskich) |
| 1362/65–1382    | Henryk                 | synowie Bolesława I Pierworodnego | - współrządy z braćmi do 1369, potem samodzielny książę niemodliński)                                                                                           |

Od 1382 – księstwo niemodlińskie zjednoczone ze Strzelcami w księstwo niemodlińcko–strzeleckie, z wyjątkiem Prudnika, który do książąt żagańskich

## Księstwostrzeleckie
| Daty panowania | Władca    | Pokrewieństwo           | Uwagi |
| -------------- | --------- | ----------------------- | --- |
| 1323–(ok.)1370 | Albert    | syn Bolka I             | - 1313–1323 razem bratem Bolkiem II w Opolu i Strzelcach (patrz wyżej) - od 1323 samodzielny książę strzelecki, - od 1327 lennik Czech) |
| 1370–1382      | Bolko III | syn Bolka II opolskiego | - do 1370 współrządy z bratem w Opolu, (patrz wyżej) - od 1370 samodzielny książę w Strzelcach                                          |

Od 1382 – połączenie z Niemodlinem w księstwo niemodlińcko–strzeleckie

## Księstwoniemodlińsko-strzeleckie
| Daty panowania | Władca         | Pokrewieństwo           | Uwagi |
| -------------- | -------------- | ----------------------- | --- |
| 1382–1394      | Henryk         | synowie Bolka III       | - współrządy z braćmi w Niemodlinie i Strzelcach |
| 1396–1400      | Bolko IV       | synowie Bolka III       | - 1382–1400 razem z braćmi w Strzelcach i Niemodlinie - od 1396 z braćmi w Opolu (bez Olesna 1396–1397 do Polski, 1397–1401 do Cieszyna), - od 1400 w wyniku podziału książę opolski |
| 1382–1455      | Bernard        | synowie Bolka III       | - współrządy z braćmi 1382–1400 w Niemodlinie i Strzelcach, - od 1396–1400 z także Bolkiem IV współrządy w Opolu - od 1400 w wyniku podziału samodzielny książę w Niemodlinie i Strzelcach - od 1401 w Oleśnie - 1420–1424 w Prudniku i Głogówku - 1434–1450 w Kluczborku - od 1450 usunął się do Olesna |
| 1455–1460      | Bolko V Husyta | syn Bolka IV opolskiego | - 1422–1424 koregent w księstwie opolskim (zobacz wyżej) - od 1424 w Głogówku i Prudniku jako samodzielny książę, - od 1437 w Sośniowicach, - od 1450 w Niemodlinie i Strzelcach - od 1455 w Oleśnie) |

Od 1460 – Niemodlin i Strzelce, a także Olesno do księstwa opolskiego